# Митці і маєтки України

## Вступ
Маєтки, що розмістились на теренах України, переважно зводились зодчими-іноземцями. Прізвища вітчизняних митців у більшості випадків не збереглися. Про це з сумом писав у 1916 році Григорій Лукомський, досліджуючи маєтки Харківської губернії.
|  | Імена зодчих, як і зазвичай, забуті. Однак можна сказати, що значне ім'я столичного майстра навряд чи тут присутнє. Оригінальний текст (рос.) Имена зодчих, по обыкновенію, преданы забвенію. Однако можно сказать, что большое имя столичнаго мастера едва-ли здесь имеетъ место. |

У XVI–ХІХ століттях на українських теренах оселилась чимала кількість шляхти литовського, польського, німецького, дворян російського походження. Цей факт визначав деякі стильові особливості маєтків, їх наповнення та структуру. Зокрема вводились готичні елементи.
Вибір митця залежав від фінансового становища власника. Факт участі зодчого-іноземця у проєктуванні та будівництві маєтку підсилював статус суспільної значущості та заможності власника. Водночас власники, що належали до іншої категорії (середнє дворянство, козацька старшина) залучали до творчого процесу в свої маєтки українських або російських митців, учнями яких іноді ставали обдаровані кріпаки.
|  | З закріпачених дворових людей вироблялися не лише свої майстерні й часто навіть талановиті архітектори … Весь цей люд, часто наділений від природи відчуттям витонченого і нерідко вивчений у столицях, створював ті декоративні роботи в маєтках, залишки яких дивують нас своєю красою і смаком. Оригінальний текст (рос.) Изъ крепостныхъ дворовыхъ людей вырабатывались не только свои искусные и часто даже талантливые архитекторы … Весъ этот людъ, часто наделенный отъ природы чувствомъ изящнаго и нередко обученый въ столицахъ создавалъ те декоративныя работы въ усадьбах, остатки которыхъ удивляютъ насъ своею красотою и вкусомъ. |

Втім, інколи власники особисто ставали зодчими у своїх маєтках. Серед них були П. Кочубей, В. Тарновський, І. Скоропадський, П. Ґалаган. Зокрема про творця Качанівського маєтку В. В. Тарновського сучасники писали:
|  | Наскільки прекрасні столітні алеї й зелені бесідки, що затишно тонуть у зелені! На кожному кроці відчуваєш талант будівничого цього парку і його безконечну любов до нього. Вас. Вас. був дійсно майстром садового облаштування й справжнім художником, якого сміливо можна поставити поруч з таким генієм, як Le-Notre. На площі 800 дес. він створив казковий парк, де кожен поворот дороги відкривав захопленому відвідувачу все нові й нові картини … Найціннішою у всьому цьому парку була повна відсутність усілякої штучності й шаблону. Природа не втратила свого могутнього "я", а все, що вона давала грандіозного, використано з величезним талантом. Оригінальний текст (рос.) Как хороши вековыя аллеи и уютно утопающія въ зелени беседки! На каждом шагу чувствуеться талантъ строителя этого парка и его безконечная любовь къ нему. Вас. Вас. былъ действительно мастеромъ садовой разбивки и настоящимъ художникомъ, который могъ быть смело поставленъ рядомъ съ такимиъ геніемъ, какъ Le-Notre. На пространстве 800 дес. имъ былъ созданъ сказочный парк, гдъ каждый поворотъ дороги открывалъ восхищенному посетителю все новыя и новыя картины … Ценнъе всего въ этомъ парке было полное отсутствіе всякой дъланности и шаблона. Природа не потеряла своего могущественнаго „я“ а все что она давала грандіознаго, было использовано съ огромным талантомъ. |

## Митці, які творили маєтки України

### А
- Агеєнко Олександр Наумович (1853 — ?) — український архітектор. Автор і будівничий палацу в маєтку с. Василівка (Запорізька обл).
- Адамсон Амандус Генріх (1855—1929) — естонський скульптор. Автор паркової бронзової композиції «Русалка на скелі з дитиною на руках серед бурхливого моря» в маєтку.
- Аква Андреа дель (1584 — ?) — військовий інженер, архітектор. За походженням італієць (м. Венеція). Після 1608 року працював у Галичині. У 1626—31 роках керував будівництвом замку в Збаражі, згодом брав участь у спорудженні фортеці в маєтку с. Ягільниця.
- Арво Ф.(? — 1902) архітектор французького походження: автор великого маєткового комплексу: парк «Кайзер», господарські споруди (1897—1902) у смт Антоніни.
- Альбрехт Едуард Андрійович (Августович) (1871—1938) — вчений, садівник Нікітського ботсаду, який обіймав посаду завідувача відділу плодівництва і Верхнього парку. Викладач Нікітського училища садівництва і виноробства. До 1919 року Садівник імператорського маєтку «Ореанда», згодом виноградар у маєтку м. Форос.
- Алфьоров Микола Федорович (1780—1848) — український архітектор, художник, гравер, письменник, автор проєкту церкви (1808) у маєтку с. Великий Бобрик.
- Антокольський Марк Матвійович (1843—1902) — російський скульптор. Автор надгробку в маєтку с. Іскрисківщина

### Б
- Бауман Фридерик (1765/1770-1845) — архітектор і скульптор-декоратор. Автор палацу (1820-30) у маєтку м. Мостиська;
- садибний будинок у с. Йосипівка (Буський район); проєкт фасаду в палаці (1820) с. Верхня Білка.
- Бартецький — ландшафтний архітектор. Виконав первісний проєкт і закладку парку в «Олександрії».
- Бланк Карл Іванович (1728—1793) — російський архітектор, автор проєкту палацового комплексу (1770) «Качанівка»; ймовірно автор Успенської церкви (1787) с. Вишеньки; надавав креслення і консультації при будівництві палацового комплексу в с. Ташань.
- Блеріо — французький чи італійський архітектор. Створював проєкти будівель на території Правобережної України наприкінці 18 ст. Стиль — класицизм. Ймовірно є автором двох одноповерхових флігелів в маєтку с. Верхівня (1880 –ті рр.) і Шпичинцях.
- Блор Едвар (1787—1879) — англійський архітектор, автор проєкту і головний будівничий палацу (1832) смт Алупка.
- Бістерфельд І. Є. (? — 1826) — австрійський ландшафтний архітектор і садівник. Виконав первісне розпланування парків (1823—1825) у с. Сокиринці та с. Дегтярі.
- Білогруд Андрій Євгенович (1875—1933) — архітектор, реставратор, ректор Академії Мистецтв. Звів пташник (1912) у с. Качанівка.
- Бенгардт — польський садівник. Розширив та удосконалив парк у смт Кагарлик.
- Беное Карло — французький архітектор, перебудував замок на палац (1672) в маєтку Станіслав (нині м. Івано-Франківськ).
- Ботані Домінік — італійський архітектор. Автор парку (1793—1797 рр.), костелу святого Іоанна Хрестителя (родова усипальниця родини Браницьких) у м. Біла Церква  в маєтку «Олександрія».
- Боффо Франц Карлович (1796—1867) — італійського походження. Автор проєкту палацово-паркового ансамблю в смт Алупка, садибного будинку (1820) в с. Чорномин; а також проєктував у м. Одесі міські садибні комплекси, зокрема М. Воронцова: палац, Орловський флігель (1828), стайні (1826), господарські будівлі (1826-29), садові павільйони.
- де Брикс — ймовірно, французький архітектор. Заклав парк (кін. 18 ст.) у маєтку с. Булацелівка.

### В
- Валлен-Деламот Жан-Батист (1729—1800) — французький архітектор. Працював у Росії протягом 1758—1775 років. Автор проєкту палацово-паркового ансамблю і Воскресенської церкви (1765—1771) в м. Почепи (Брянська обл., нині РФ).
- Васильєв Євгеній Олексійович (1778—1833) — український архітектор, проєктував будівлі в стилі класицизму, стажувався у Джакомо Кваренгі, працював у Богодухові і Харкові. Автор храму Покрови Пресвятої Богородиці (1822) в маєтку с. Куньє.
- Вітт — ландшафтний архітектор. Автор парку в маєтку «Олександрія».
- Вітковський — польський пейзажист. Автор проєкту і закладання парку в маєтку с. Забілиння.
- Вегенер Оскар Емільєвич (? — 1920) — петербурзький архітектор, швейцарського або австрійського походження. Певний час мешкав і працював у Криму. Його роботи: палац Олександра III (Масандра), садиба Веніаміна Стамболі (Феодосія), церква св. Миколая (Нижня Массандра), палац в маєтку «Мухалатка».
- Владиславський-Падалка Іполит Васильович — український художник. Вніс коректив до проєкту парку в смт Асканія-Нова; автор проєкту і закладки парку в с. Веселі Боковеньки.

### Г
- Гапон Ю. Ф. — український селянин, садівник. Доглядав парк у маєтку с. Сокиринці.
- Гарасимович Петро Віталіс (1857—1914) — польський скульптор. Автор скульптурного оздоблення палаців у маєтках: смт Журавно; смт Великий Любінь; с. Вишня; с. Сороцьке; с. Остап'є.
- Гійом Левассер де Боплан — інженер (1600—1673): с. Підгірці.
- Гінгер Сергій Григорович (Цалек Гершевич) (1870—1937) — російський інженер-архітектор, член Петербурзького товариства архітекторів. Працював у стилі модерн і неокласика. Автор проєкту і будівництво садиби в смт Селезнівка.
- Гебенштрейн Крістіан — ботанік-аматор і власник маєтку. Автор проєкту парку в маєтку смт Шарівка.
- Годегард П. І. — архітектор, працював у стилі раннього ампіру.  За проєктом А. Менеласа[en] побудував садибний ансамбль в маєтку м. Яготина який включав: житловий будинок, флігель, домашню церкву.
- ван Геєрт Е. Панаерт — бельгійський ландшафтний архітектор. Автор проєкту з розширення парку в маєтку м. Немирів;
- Гейтон — англійський архітектор. Керував будівництвом столового і центрального корпусів палацово-паркового ансамблю (1832) в маєтку смт Алупка.
- Гойріх Ян — архітектор. Побудував господарський двір у маєтку с. Печера; автор проєкту млинарського комплексу (1894—1898): споруди млина, крупорушка, комори, дамба у с. Сокілець (Тульчинський р-н, Вінницька обл).
- Голландський Павло Іванович (1868—1939) — архітектор. Побудував палац (1910—1911), проєкт парку в с. Дениші; маєтковий комплекс: парк і споруди в маєтку с. Шпитьки.
- Горголевський Зигмунд (1845—1903) — реставрував замок (1882) у маєтку смт Олика.
- Городецький Лешек Дезидерій Владислав (1863—1930) — український архітектор польського походження. Автор проєкту мавзолею графів Потоцьких у с. Печера, на цоколі якого польською мовою викарбувано: «Планував Владислав Городецький» та «Будували Костянтин і Яніна з Потоцьких подружжя Потоцькі. 1904». У маєтку смт Шпиків звів цукроварню і будинок управителя маєтком; у маєтку с. Рахни-Лісові побудував каплицю біля палацу.
- Гофман Ю. — архітектор. Збудував палац (~1809) у маєтку м. Кременець.
- Гульд Вільям (1735—1812) — англійський садівник. Особистий садівник князя Г. О. Потьомкіна. Творив парки в Сімферополі, Бахчисараї, парк у м. Богоявленську (тепер околиці м. Миколаєва — Корабельний район); парк (1790-ті) у м. Дніпрі.
- Гунт Вільям (Хант) — англійський архітектор. Автор проєкту і керівник будівництва бібліотечного, Шуваловського, господарського корпусів, башти біля в'їзних воріт, павільйону в парку, Бахчисарайського дворика (1846) у маєтку М. С. Воронцова (м. Алупка); будівництво палацу (1831—1836) у смт Гаспра.
- Гуркат Гнат Іванович — український ландшафтний архітектор. Автор парку (1870) в с. Маліївці;

### Д
- Давидов Микола Львович (1860—1930) — садівник і власник маєткового дендропарку (1893) «Веселі Боковеньки». Брав участь в створенні проєкту нового парку в Тростянці. Спроектував та керував проєктами парків в м. Кривий Ріг та Долинська.[1]
- Депрес Яків Блангей — французький архітектор. Ймовірно автор проєкту, керував будівництвом палацу (1724) у смт Вишнівець.
- Делінгер — садівник-ботанік: парк (1834) у смт Лівадія.
- Дюфрен — французький художник-пейзажист: первинний проєкт парку в смт Асканія-Нова.
- Патер Йоахім — швейцарський садівник. Парк (1834) у смт Лівадія.
- Дубровський Павло Андрійович (1783-після 1837) — український архітектор. Автор проєкту і будівничий садибного ансамблю: палац (1824—1829), службові флігелі (1825—1831), стайня, огорожа і в'їзна брама, альтанка (1829), оранжерея, місток у парку в маєтку с. Сокиринці; садиби в с. Дегтярі.

### Е
- Ельсон Філіп Федорович (1793—1867) — російський архітектор. Керував будівництвом палацу в маєтку Салгірка (1826—1827), палацу (1831—1836) у маєтку «Олександрія» в смт Гаспра (Крим); автор проєкту реставрації Бахчисарайського ханського палацу (1821)
- Енс А. — садівник, працював (1815—1869 рр.) у парку в маєтку. «Олександрія».
- Ешліман Карл Іванович (1808—1893) — архітектор-будівничий, уродженець Швейцарії. Вивчав архітектуру в Паризькій академії мистецтв. З 1834 р. «казенний» архітектор Південного Криму. У 1828 р. прибув до Кореїзу. Протягом 1829—1831 рр. працював на замовлення княгині Голіциної. Будував маєток «Лівадія» за проєктом І. Монігетті. Окрім того, поштовий дім в Ялті, господарські будівлі в Ореанді.
- Євстигнєєви (брати) — російські ландшафтні архітектори Автори первинного проєкту парку в маєтку с. Тростянець.
- Єфімов Дмитро Єгорович[ru] (1811—1864) — російський архітектор: садибний будинок у с. Понуровка (Нині РФ Стародубський р-н Брянська обл.)

### З
- Замирайло Віктор Дмитрович (1868—1939) — український художник. Автор проєкту маєтку (1905—1912) с. Паркове «Новий Кучук-Кої».
- Заремба Ж. Л. — кріпосний садівник-майстер Ф. Потоцького. Керував закладкою лісопосадок у маєтку «Софіївка».
- Зарудний Микола Олексійович (1859—1919) — садівник і власник маєткового акліматизаційного саду [Архівовано 8 квітня 2017 у Wayback Machine.] (1837) у с. Софіївка Полтавської обл.
- Захаревич Юліан Октавіан (1837—1898) — український архітектор вірменського походження. Автор проєкту садиби (1882) у с. Псари, палацового ансамблю (1889) у смт Гусятин.

### І
- Іттар Генріх Гіацинт Сальватор (1773 — після 1850) — архітектор. Син архітектора Стефано Іттара. Ймовірно автор садибного комплексу (1830 р.) в с. Чернятин; модернізація палацу і флігелю (1815—1830) у с. Шпанів, палац (1827—1830) у смт Ямпіль; ймовірно палац у с. Підлужне; палац у м. Дубно

### К
- Кайзер — ландшафтний архітектор. Створив парки в маєтках: смт Антоніни; с. Молочки; с. Троща; м. Романів
- Калініченко — будівничий парку у смт Кагарлик Київська обл. (М. І. Чертков);
- Кебах Карл Антонович (1799—1851) — ландшафтний архітектор німецького походження. садівник парку в Алупці. Первісне планування парку в Масандрі, парк у смт Кореїз
- Кнакфус Я. Е. — архітектор. Керував реконструкцією замку (1737-55) в смт Олика
- Круподеря Іларіон — садівник парк у с. Тростянець
- Камерон Чарльз (1843—1812) — шотландський архітектор. До приїзду в 1779 році Російську імперію жив в Італії. Автор проєкту і будівництво палацового комплексу у м. Батурин; ймовірно проєкт палацу Г. М. Теплова у м. Батурин.
- Каразін Іван Назарович (1780—1836) — садівник і власник маєткового дендропарку (1809) біля хутора Основ'янівці (нині смт Краснокутськ).
- Кваренгі Джакомо (1744—1817) —  архітектор італійського походження. Автор проєкту меморіального мавзолею (1782) і садибного ансамблю (приблизно 1790) у с. Стольне; проєкт садибного ансамблю і церква св. Катерини в смт Ляличі (тепер РФ Суразький р-н Брянська обл.; проєкт садибного комплексу у с. Очкине; проєкт садиби (1790) у смт Хотінь; палац у с. Костянтинівка (з 1931 р. Костянтівка); палац у с. Понурівка (тепер РФ Стародубський район Брянська обл.); садиба у смт Диканька; садибний будинок в с. Покорщина (тепер входить у смт Козелець)
- Квасов Андрій Васильович (1720 — після 1777) — український архітектор. Автор палацу в м. Козелець; палацу (~1764) у м. Глухів; палацу, церкви, оранжереї у с. Кучерівка (Верігиня).
- Кімштетер Ян Кристіан — архітектор. Автор садиби в с. Пієнаки Бродівський р-н Львівська обл.
- Клігер Д. — садівник парку в с. Маліївці.
- Кольбенгайєр Еріх — архітектор. Автор садибного комплексу в с. Карапчів.
- Косаревський — архітектор. Автор проєкту палацу в маєтку с. Верхівка.
- Котляревський Дмитро Григорович — український архітектор. Керував будівництвом садибного комплексу (1767—1787): палац, парк у с. Вишеньки;
- садибного комплексу (1782—1787): поміщицький будинок, церква у с. Кочурівка.
- Конєнков Сергій Тимофійович (1874—1971) — російський скульптор і художник. Скульптурний декор церкви (1900) в маєтку с. Володимирівка
- Краснов Микола Петрович (1864—1939) — російський архітектор. Автор проєкту нижнього палацу «Дюльбер» (1895—1897) у смт Кореїз; проєкту великого нового палацу (1910—1911) у смт Лівадія; проєкту палацу в маєтку «Чаїр» біля смт Кореїз, проєкт палацу-резиденції «Харакас»: палац, каплиця, світський корпус, стайні, оранжереї, церква св. Ніни, господарські будівлі в смт Гаспра; проєкт і керівництво будівництвом маєткового комплексу (1902—1907) у с. Утьос (до 1944 р. Карасан): палац, домова церква Олександра-Невського, винні погреби.
- Кронненберг В. — ландшафтний архітектор. Автор парку в маєтку с. Верхівка
- Кремер Карл Людвіг — садівник у маєтку «Олександрія» у Гаспрі.
- Классен Карл Христианович — садівник який працював у гр. С. Ф. Паніної майже 20 років у маєтку «Олександрія» у Гаспрі.
- Кубіцький Якуб (1758—1833) — польський архітектор, учень Д. Мерліні. Автор палацового комплексу (1795—1805): палац, китайський будинок, брама у с. Самчики; палац (1830) у с. Ладиги, садиба у с. Кустівці
- Куликовський Валер'ян Іванович (1835—1910) — український архітектор. Садибний комплекс у с. Маслівка (стара назва Маслів Став)
- Куфальдт Георг Фрідріх (1853—1938) — німецький ландшафтний архітектор. Парк у смт Шарівка. Ймовірно парк в с. Копилів (маєток фон Мекк)[2].

### Л
- Лакруа О. — французький архітектор. Автор проєкту палацового ансамблю (1784—1817): палац, житловий флігель, театр, стайні, господарські будівлі. костел у маєтку м. Тульчин
- Ліндсей Ян Дісіор (1759—1822) — польський художник і архітектор шотландського походження. Будівництво комплексу: палац, флігель, ордерна галерея, дві стайні (1787—1789) у маєтку м. Корсунь-Шевченківський.
- Львов Микола Олександрович (1755—1803) — російський архітектор, за його проєктами споруджено: павільйон у парку маєтку «Олександрія»; Миколаївська церква (1794) під якою знаходиться усипальниця родини Кочубеїв у смт Диканька; павільйони в садибному ансамблі в с. Стольне; Літній палац, павільйон «Храм Вдячності» у смт Ляличі (тепер РФ Суразький р-н Брянська обл.); проєкт і будівництво садибного ансамблю (1805) у с. Вишняки; проєкт садиби у с. Очкине
- Лятур — французький архітектор. Ймовірно проєкт палацово-паркового комплексу (1780) у м. Тульчин.

### М
- Макутін І. — український архітектор. Автор проєкту нових павільйонів і споруд (1841): китайська альтанка, обеліск, павільйон Флори, вхідні ворота і Рожевий павільйон у маєтку «Софіївка» в. Умані
- Маливерні Я. — архітектор. Автор кам'яного костелу (1635-40), де знаходився родовий склеп Радзивілів у смт Олика.
- Матвєєв Олександр Терентійович (1878—1960) — російський скульптор. Автор скульптурного декору церкви (1900) в маєтку с. Володимирівка.
- Меленас Адам Адамович[en] (1753—1831) —  російський архітектор англійського походження. Автор проєкту садиби, яка збудована (1802—1806) в Яготині.
- Марконі Енріко (Генрік) (1792—1863) — італійський архітектор.  Його роботи в інших маєтках України: садибний комплекс у с. Гармаки, палац у с. Острожець садибний комплекс у с. Козачки, палац у с. Смордва, автор проєкту маєткового комплексу: садибний будинок, церква, башта з годинником, парк в с. Тхорівка.
- Мерліні Доменіко (1730—1797) — польський архітектор італійського походження. Автор проєкт палацового комплексу: палац, два флігелі (1789) у с. Великі Межирічі; переплановував палац Любомирських в м. Дубно; палацовий комплекс (1788) у с. Маліївці, палац у с. Пієнаки Бродівський р-н Львівська обл.
- палац у смт Вороновиця;
- де Метцель Людвиг Християн (1764—1848) — польський ландшафтний архітектор, інженер. Парк і деякі паркові споруди: місток через Великий водоспад, Амстердамський шлюз у м. Умань «Софіївка»;
- Міклер Діонісій (1762—1853) — паркобудівничий. Автор близько 50 парків на теренах України.
- де Монферран Огюст Рікар (1786—1858) французький архітектор. Автор проєкту палацу (1830) у смт Гаспра;
- Мосцепанов Максим Климентович (його учень Д. Г. Котляревський) — український архітектор. Ймовірно автор палацу у с. Вишеньки; будівництво палацу (1770) «Качанівка».
- Мощинський Август (1731—1786) — польський архітектор-аматор, колекціонер, розробив «типовий» проєкт пейзажного парку.
- палац (1760-ті) у маєтку смт Микулинці;
- Мюнтц Ян (Жан) Генріх (Анрі) (1727—1798) — французький художник і архітектор. Автор проєкту (1783) «Швейцарського будинку» в маєтку Понятовського в м. Корсунь-Шевченківський.
- Мунц Оскар Рудольфович (1871—1942) -  російський архітектор, народився в Одесі в сім'ї генерального консула Нідерландів. Автор палацу в с. Катюжани. В 1908—1910 за проєктом О. Р. Мунца та А. К. Шпигеля споруджена чотириповерхова комбінована будівля Русько-Азіатського (Північного) банку та жіночних медичних курсів в Харкові (вул. Сумська, 1).
- Мюффо — ландшафтний архітектор. Автор проєкту парку в маєтку «Олександрія»

### П
- Паліцин Олександр Олександрович 1749—1816) — український ландшафтний архітектор. Автор проєкту і спорудження садових будівель і будівель господарського двору у смт Хотінь; ймовірно планування парку і службових будівель в маєтку у смт Старий Мерчик; садибний будинок (1810) у маєтку Баси (нині район м. Суми); храм у маєтку с. Юнаківка.

### Р
- Регель Арнольд[ru] (Роберт Едуард) (1867 — ?) — російський інженер-ботанік, приват-доцент Санкт-петербурзького університету, автор праці «Изящное садоводство и художественные сады». Брав участь у створенні Давидовського парку в с. Веселі Боковеньки, а також Тростянецького нового парку для Скоропадського..
- Рінальді Антоніо (1710—1794) — італійський архітектор. Автор палацу в маєтку м. Батурин.
- Руднєв Лев Володимирович (1885—1956) — радянський архітектор. Автор маєтку в смт Селезнівка
- Руска Луїджі (1758—1822) — італійський архітектор. Автор проєкту і будівництва Тріумфальної арки (1820) у смт Диканька.

### С
- Карло Спампані — італійський архітектор. Збудував садибний комплекс с. Ганнопіль.
- Старов Іван Єгорович (1745—1808) — російський архітектор. Автор колонади «Луна» в маєтку «Олександрія»; панського будинку в Богоявленську (околиці м. Миколаїв); палац у маєтку Салгірка (околиці Сімферополя).
- Станге Август — український ландшафтний архітектор. Автор парку в «Олександрія».
- Стасов Василь Петрович (1769—1848) — російський архітектор. Ймовірно за його проєктом споруджена садиба і Преображенська церква (1826—1839) у маєтку смт Великий Бурлук; ймовірно за його проєктом споруджено кінний двір і манеж у маєтку Графське.
- Стібрал Іржі  — чеський архітектор. Автор палацу в м. Немирів.
- Стебельський Казимир-Маріан Вікентійович (1863 — ?) — архітектор: садибний комплекс (1888): панський будинок, стайня, оранжерея, звіринець у с. Галіївка.

### Т
- Тарасов Микола Георгійович — за освітою інженер, закінчив Петербурзький інститут інженерів залізничних споруд, в основному займався спорудженням залізничних споруд, але іноді виконував проєкти приватних дач або вілл, міський архітектор Ялти у 1900—1912 рр. Автор проєкту палацу еміра Бухарського в Ялті, палацу «Кічкіне» (Гаспра), житлового будинку Г. Є. Овчіннікової, особняка Ф. Ф. Мельцера.
- Толвінський Микола Константинович (1857—1924) — польський архітектор. Садиба (1891-92) у с. Петрівка.
- Торічеллі Георгій Іванович (1800—1843) — італійський архітектор. Автор Преображенської церкви (1840) в маєтку с. Мошни.
- де Тірргайля П'єр Ріко (де Тіррегальє П'єр Рішар) (1725-після 1772) — польський архітектор, французького походження. Автор проєкту палацу (1756) у м. Кристинополі, реконструкції палацу у маєтку смт Вишнівець.
- Ткачун Степан — садівник парку в с. Тростянець
- Томайєр Франтішек — чеський ландшафтний архітектор. Впорядкував парк у м. Немирів.
- Трахтенберг Сергій — садівник парку в с. Устимівка.

### Ф
- Фельнер Фердінанд (1847 — ?) — австрійський архітектор. Займався реконструкцією садибного ансамблю (1906) у смт Антоніни
- Ферре — садівник: закладав парк у маєтку «Софіївка».
- Фонтана Паоло Антоніо Доменіко (1696—1765) — італійський архітектор. Модифікував замок-фортецю в садибу м. Ізяслав
- Фомін Іван Олександрович (1872—1936) — російський архітектор. Автор палацу і паркового моста (1911—1915) в маєтку м. Хмільник ; реконструкції садиби (1912—1914) у м. Немирів; проєкт вілли Мциховського в Ласпі у Криму (1915 p.), вілла Ф. Шаляпіна у Криму (1915 p.). Виконав проєкт курорту Ласпі в Криму (1916 p.).

### Х
- Хубецький Марцин Францевич — польський садівник. Доглядав парк у смт Селезнівка.
- Христиані Карл — садівник (на початку 1850-х років у м. Київ, на вул. Панківський існував його садовий заклад. У пресі друкували оголошення з пропозиціями до садівників придбати насіння). За проєктом Христиані було закладено Миколаївський, нині Шевченківський парк. Парк у Сокиринцях.

### Ц
- Цуг Шимон Богуміл (1733—1807) — польський архітектор. Автор палацового комплексу в с. Великі Межирічі; палац у с. Кустин.
- Цехановський — польський архітектор. Реконструкція палацу (1890) у с. Леськове.

### Ш
- Шинкель Карл Фрідріх (1781—1841) — німецький архітектор. Автор проєкту палацу в маєтку смт Антоніни.
- Шлінглоф Карл Данилович — французький садівник. Парк в маєтку с. Тростянець.
- Шольц Карл Густавович 1837—1907 — український архітектор німецького походження. Автор реконструкції головного будинку в маєтку Баси (Суми);
- керівництво реконструкції палацу в с. Качанівка.
- Шрегер Ефраїм (1727—1783) — польський архітектор німецького походження. Автор проєкту за яким збудовано садибний комплекс (1780), що налічував більше десяти будівель у смт Млинів.
- Штакеншнейдер Андрій Іванович (1802—1865) — російський професор архітектури Петербурзької академії мистецтв. За його проєктом побудовані нові павільйони і споруди (1842-44): павільйон «Флори», вхідна брама в маєтку «Софіївка», проєкт за яким був побудований палац (1843—1852) в Ореанді.

### Щ
- Щусєв Олексій Вікторович (1873—1949) — російський архітектор. Автор проєкту церкви (1900) в маєтку с. Володимирівка

### Я
- Якобі — архітектор. Автор палацового ансамблю (1911): будинок для обслуги, оранжереї, стайні, манеж, електростанцію у смт Шарівка.
- Янік Ілля — садівник парку с. Тростянець.
- Янічек К. Ф. — садівник парку у с. Сокиринці.
- Ярославський Петро Антонович (1750—1810) — український архітектор. Автор храму Різдва Пресвятої Богородиці (1797 р.) у маєтку с. Костянтинівка, з 1931 р. с. Костянтівка; головний будинок (1776-78) у маєтку смт Старий Мерчик; церква (1782 р.) у смт Бабаї, садиба Линтварьових на Луці (Суми)

## Митці, які творили в маєтках України

### А
Життя Арського Павла Олександровича пов'язане з маєтком «Чаїр» (у перекладі з кримськотатарського «гірські луки», «гірський сад»), який розташовувався поблизу поселень Місхор, Кореїз, Гаспра в Криму. Був заснований у 1902 р. великим князем М. М. Романовим (молодшим), який за переказами дав йому цю назву і подарував своїй дружині. Після націоналізації маєтку 1920 р. тут був санаторій для політичної та культурно-мистецької еліти. Поет П. О. Арський відпочивав тут. Після чого виник вірш «У парку Чаїр»: [Архівовано 18 травня 2017 у Wayback Machine.]
До нашого часу палац від маєтку «Чаїр» не зберігся, на його місці були збудовані нові будівлі. Зберігся лише парк в якому нині розташовані санаторій «Сосновий гай», дача «Чаїр», парк-готель «Марат». Вільного доступу на цю територію немає.

### Б
Із життям Бальзака де Оноре пов'язані такі маєтки України: у селі Верхівня, м. Бердичів, смт Вишнівець.
Маєток у Верхівні належав його майбутній дружині Е. А. Ржевуській, яка у 1842 р. овдовіла. Втім, одружитися Евеліна з Бальзаком одразу не змогли, оскільки за законами Російської імперії дозвіл на одруження з іноземцем міг дати лише імператор Микола І. У 1847 р. Оноре де Бальзак приїхав до маєтку сподіваючись залишитись тут завжди і прийняти російське підданство. Перебуваючи у Верхівні письменник працював над драмою «Мачуха» і повістю «Утаємничений». Тут він написав свої дорожні нотатки про поїздку на Україну, які вийшли під назвою «Лист про Київ». У 1848 р. Бальзак виїхав до Франції. Вдруге він повернувся до маєтку у кінці року, щоб одружитись. Вінчання відбулось 1850 р. у костьолі Святої Варвари в Бердичеві, який відносився до маєтків родини Радзивіллів. Згодом подружжя побувало у маєтку Вишнівця, де жила донька Евеліни.
Донині у Верхівнянському маєтку зберігся палац, який пристосований під філію Житомирського агротехнічного коледжу. Окрім того збереглись флігелі й костел. Нині в палаці є музей Оноре де Бальзака. Із маєтку Радзивілів у Бердичеві зберігся лише костьол св. Варвари. У Вишнівці зберігся лише парк.
Бороздна Іван Петрович пов'язав своє життя із маєтком «Кучук-Ламбат» (у перекладі з елліно-грецької «маленький факел»), який нині знаходиться в поселенні Утьос (до 1944 р. Карасан) у Криму. У ті часи маєток належав А. М. Бороздіну. До нього навідувалось чимало відомих людей, зокрема П. І. Сумароков*, О. С. Пушкін, І. М. Муравйов-Апостол, А. Н. Муравйов, О. С. Грибоєдов, В. А. Жуковський, П.П. Тугой-Свиньїн. У 1825 р. журнал «Отечественные записки» назвав маєток «Кучук-Ламбат» «будуаром Южного берега Крима», а його господаря — «гражданином вселенной». Серед гостей був і Бороздна Іван Петрович.
У радянські часи і донині маєток пристосований під санаторій «Утьос». На його території були збудовані сучасні корпуси. Палац використовуються як один із корпусів. Збереглась також домова церква і каплиця-склеп у парку, де похований власник маєтку А. М. Бороздін.

### В
Із маєтком у селищі Хотінь пов'язане коротке життя художника Васильєва Федора Олександровича. У 1869—1871 рр. на запрошення П.С. Строганова він відвідав цей маєток, який належав Г. Д. Бутурліній. На основі етюдів, зроблених тут Васильєв Ф. О. написав картину «Мокра лука». Донині в Хотінському маєтку збереглись флігелі, які були пристосовані під школу. Втім, у 1994 р. на його території звели нову шкільну споруду.
До життя і творчості Величка Самійла Васильовича дотичний відомий маєток у селищі Диканька. Із 17 ст. поселення належало роду Кочубеїв (зокрема, у 1687 р. за універсалом гетьмана Івана Самойловича село передане у власність В. Л. Кочубею). Не збереглося ніяких даних щодо первісного садибного ансамблю, але відомо що в ті часи тут жив і працював С. В. Величко. Донині із маєтку Кочубеїв збереглась Тріумфальна арка і Миколаївська церква із дзвіницею. Під церквою знаходився родинний склеп Кочубеїв, де поховані п'ять князів і три княгині роду.
Життя Вересая Остапа Микитовича уціло пов'язане із маєтком у с. Сокиринці. Тут він жив і працював у маєтку Г. Ґалагана, де його помітив художник Лев Михайлович Жемчужніков (1828—1912), який записав декілька його пісень і намалював портрет. Згодом творчістю кобзаря зацікавився композитор Микола Віталійович Лисенко (1842—1912). У 1871 р. Остап вперше відвідав Київ, де співав на відкритті Колегії Галагана. У 1875 р. виступав у Петербурзі, де його слухали П. Чайковський, М. Римський-Корсаков. Останні роки життя жив у Сокиринцях у хаті збудованій коштом поета Павла Платоновича Чубинського (1839—1884). Нині Сокиринський маєток підпорядкований аграрному ліцею. Тут зберігся палац, флігелі, в'їзна брама, парк із альтанкою та готичним містком.
Волосков Олексій Якович пов'язав своє творче життя із маєтком «Качанівка» та маєтками у селах Сокиринці та Лебединці. Працював на запрошення їх власників Г. С. Тарновського і Г. П. Галагана. Створив серію картин, зокрема: «Готичний міст у Сокиринському парку», «Садиба Г. Г. Ґалагана в Лебединцях», «Сокиринський парк», «Альтанка», «Церква у Сокиринцях», «За чайним столом» (картина написана в садибі Г. С. Тарновського в «Качанівці», де зображені реальні постаті).
Нині «Качанівка» історико-культурний заповідник. Збереглось досить багато давніх споруд, зокрема палац із флігелями, Георгіївська церква, водонапірна вежа, службові флігелі, альтанка з гротом, будинок електростанції, будинок електротехніка, будинок для службовців, телятник (колишній службовий будинок), свинарник (колишня стайня), стайня для робочих коней, корівник, льодовня, каретна, будинок-квартира завідувача двору. Скульптури, фонтани, малі архітектурні форми збереглись частково. У парку збереглись поодинокі 300-річні дуби.

### Г
Життя і творчість Ге Миколи Миколайовича пов'язані з Україною починаючи від 1875 р. У ті часи він придбав хутір-маєток «Іванівській» (до 1928 р. хутір Забелін, нині с. Шевченка) і оселився в ньому. Створив чимало портретів, переважно поміщиків-сусідів та їх рідних. Серед таких сусідів був І. І. Петрункевич. Його маєток «Пліски» знаходився поряд із хутором «Іванівський». Таким чином з'явився портрет Наталії Іванівни Петрункевич. Іншим сусідом був власник маєтку села Тростянець І. М. Скоропадський. Деякий час художник навіть час жив у Тростянці. Відтак, з'явились портрет Марії Скоропадської з синами Михайлом і Павлом, портрет А. М. Міклашевського, сімейний портрет О. А. Олсуф'євої з синами. Донині маєтки «Іванівський» і «Пліски» не збереглися. У Тростянці збереглось два флігелі і парк із місточками і деякими скульптурами. Нині тут встановлено бюст І. М. Скоропадському.
Глінка Михайло Іванович прибув до маєтку «Качанівка» у 1838 р. У ті часи він набирав співаків для царської капели. Маєток Г. С. Тарновського був гідною базою для таких експедицій. За висловом Миколи Костомарова: це був вирій, куди зліталось різне українське вчене, художнє та письменне птаство. Тоді тут діяв кріпацький оркестр, який згодом вперше виконав деякі частини з опери Глінки «Руслан і Людмила». Сам композитор згадував: «В портфеле моем нашлись два номера (приготовленные не знаю когда) для Руслана, Персидский хор — ложиться в поле мрак ночной — и марш Черномора, обе эти пьесы слышал я в первый раз в Качановке, они были хорошо исполнены, в марше Черномора колокольчики заменили мы рюмками на которых так умело играл Дмитрий Никитович Палагин». Серед співаків обраних М. І. Глінкою був і С. С. Гулак-Артемовський. Втім, окрім, опери, композитор створи тут романси: «Гуде вітер вельми в полі» та «Не щебечи, соловейку» на вірші Віктора Забіли. Існує версія, що надихнуло Михайла Івановича на творчість кохання до Марії Задорожної (небоги дружини Г. С. Тарновського). Донині у «Качанівці» збереглась альтанка, де працював М. Глінка, яка носить його ім'я.
Творчий шлях Гоголя Миколи Васильовича пов'язано із «Качанівкою» і маєтком у с. Сваркове. У період 1835—1850 рр. він чотири рази приїздив до маєтку Тарновського читати для мистецької еліти свої твори. Із маєтком у с. Сваркове письменника пов'язували не лише творчі амбіції, а й родинні зв'язки. Маєток був подарований у 1718 р. гетьманом Іваном Скоропадським Я. А. Марковичу, який був родичем М. В. Гоголя (його дід Панас Дем'янович Гоголь-Яновський (1738-поч. 19 ст.) був одружений з Тетяною Семенівною Лизогуб (1743—1835), донькою Семена Юхимовича Лизогуба (1689—1734) і Ірини Скоропадської (1679—1744)). У Сварковському маєтку була солідна бібліотека в якій і працював Микола Васильович у 1848 р. Тут він вивчав історичний архів роду Марковичів. А згодом О. М. Маркович надсилав письменникові описи народних звичаїв Глухівщини. Донині маєток Марковичів не зберігся, був зруйнований і розграбований у перші роки радянської влади.

### Ж
Жемчужніков Лев Михайлович перебував в Україні у 1852 р. У ті часи він збирав український фольклор. Жив та працював у маєтку с. Василівка (нині с. Гоголеве). Це був родовий маєток Гоголів. Окрім того, гостював у маєтку Г. П. Ґалагана у с. Сокиринці та маєтку Я. П. де Бальмена у с. Линовиця. Свої враження від маєтку де Бальменів відтворив у книзі «Мої спогади з минулого»: «Вдоль широкой Пирятинской дороги, обсаженной вербами с обеих строн, тянулись ровные поля пшеницы. С широкой дороги был поворот в Линовицу, куда вела абсолютно гладкая и прямая дорога. Слева виднелось в зелени село с белой каменной церковью, а прямо имение владельцев. Белый каменный дом с колонами и мезонином стоял посередині. Пирамидальные тополя и белая акация украшали ограду и въездные ворота». Окрім того, внаслідок своїх подорожей художник створив серію офортів «Живописна Україна» і видав їх альбомом як додаток до журналу «Основа». Серед найвідоміших його картин української тематики можна виокремити: «Кобзар на шляху», «Лірник у хаті», «Козак їде на Січ», «Жниця», «Українка», «Хлопчик-жебрак». Донині в Ліновицькому маєтку збереглась стайня (тут авто майстерня), господарська будівля і будинок для обслуги. Парк частково був знищений у 1919 р. Залишки у запущеному стані.

### К
Життя і творчість Костенко Ліни Василівни пов'язане із Україною. Маєток у с. Сулимівка ймовірно один із самих давніх маєтків України, що збереглись донині. Заснований він у 1620-х роках гетьманом І. М. Сулимою. Свої враження від маєтку поетеса відтворила у вірші: «В маєтку гетьмана Івана Сулими» [Архівовано 21 лютого 2018 у Wayback Machine.], Донині в маєтку зберігся попівський будинок, тридольна Свято-Покровська церква із склепом, рештки фонтана, частина парку із озером, могила князя Петра Олександровича Багратіона (1824 — бл. 1883). Садибний будинок не зберігся, після пожежі решки розібрало місцеве населення.
До маєтку селища Хотінь на запрошення графа П. С. Строганова прибув у 1871 р. Крамськой Іван Миколайович. Тут він працював над картиною «Майська ніч», створив етюдний портрет «Голова селянина», малюнок «Село Хотінь».
Із маєтками графа П. О. Румянцева пов'язано життя і творчість Кунавіна Олександра Михайловича. У своїх акварелях зафіксував первісний вигляд садиби в с. Вишеньки, а також палац у «Качанівці». Його картина «Краєвид Лялича — маєток графа П. Завадовського», також пов'язана із графом П. О. Румянцевим, оскільки власник, граф П. В. Завадовський служив під його керівництвом. Маєток у Ляличах нині знаходиться в Суразькому районі Брянської обл. (РФ). Подорожуючи Полтавщиною створив картину «Вид села Кибинців». Тут знаходився маєток, який належав Д. П. Трощинському.

### О
Частина життя Орди Наполеона Тадеуша пов'язана з Україною. У 1870—1872 рр. він мешкав на Київщині і Житомирщині, переважно в маєтках А. А. Ржевуського (1801—1888), де викладав уроки музики членам його родини. За ці часи здійснив ознайомчі подорожі на Волинь і Поділля під час яких малював визначні місця. Окрім того зобразив архітектурні споруди Галичини, Білорусі, Литви, Польщі. Згодом видав у Варшаві 8 альбомів малюнків. До нашого часу дійшло 177 творів митця на яких зображено архітектурні споруди України. Серед його робіт є малюнки українських маєтків, зокрема у
Хмельницькій обл.: м. Дунаївці, с. Отроків, Старий Кривин, Нове Поріччя, Михайлівка, Антоніни, Рихта;
Рівненській обл.: м. Рівне, с. Великі Межирічі, Млинів;
Вінницькій обл.: м. Немирів, Тульчин, смт Вороновиця, с. Чернятин, Гармаки, Муровані Курилівці, Дашів, Ободівка, Антопіль, Спиценці;
Черкаській обл.: м. Корсунь-Шевченківський;
Житомирській обл.: м. Бердичів, с. Любар, Верхівка, Миропіль;
Київській обл.: с. Велика Мотовилівка, Оленівка;
Волинській обл.: с. Олика;
Львівській обл.: с. Підгірці.

### П
Початок життя Прокоф'єва Сергія Сергійовича пов'язаний із маєтком «Сонцівка», який належав Олександру Борисовичу Сонцеву. Його син Петро збудував у маєтку Свято-Петропавлівську церкву (в ній хрестили С. С. Прокоф'єва). Після смерті Петра Олександровича новим власником села став його двоюрідний племінник конєзаводчик Дмитро Дмитрович Сонцев. За часів навчання в університеті Дмитро Сонцев познайомився з Сергієм Олексійовичем Прокоф'євим і запропонував йому стати управляючим маєтку. З 1967 р. і донині в селі працює музей С. С. Прокоф'єва. Існує Свято-Петропавлівська церква, будинок-садиба його батьків.
Коротке життя і творчий шлях Пушкіна Олександра Сергійовича пов'язане із двома маєтками України у с. Антопіль і селищі Гурзуф. До першого маєтку поет приїхав у 1821 р. на запрошення власника А. Я. Святополк-Четвертинського[недоступне посилання з вересня 2019]. З князем Романом Четвертинським він їздив на полювання. Тут нині на згадку про поета зберігся величезний дуб, який має назву «дуб Пушкіна». В Гурзуфі Олександр Сергійович побував у маєтку герцога Рішельє, який після 1814 р. використовувався для притулку мандрівників. Перебував поет тут протягом трьох тижнів, за час яких написав багато творів, зокрема образ Гурзуфа відобразив у елегії: Редеет облаков летучая гряда, [Архівовано 12 квітня 2017 у Wayback Machine.]
Нині в будинку герцога Рішельє розташовується музей-заповідник ім. Пушкіна. На території парку звели сучасні корпуси санаторію «Пушкіно».

### Р
Окремий епізод із життя і творчості Рєпіна Іллі Єфимовича пов'язаний із славнозвісною «Качанівкою». Тут він перебував у 1880 р. У ті часи художник працював над картиною «Запорожці пишуть листа турецькому султану». Інтерес до колекцій В. В. Тарновського, який збирав українські старожитності (козацький одяг, зброю, картини) дав підстави приїхати і робити ескізи. Серед зображених на картині козаків можна впізнати мешканців та гостей Качанівки. Зокрема, козака у високій чорній шапці змальовано з господаря В. В. Тарновського-молодшого, писаря — з історика Дмитра Яворницького, кошового отамана з письменника Володимира Гіляровського. Окрім того, Рєпін зобразив В. В. Тарновського на картині «Гетьман».

### С
Із ім'ям Сковороди Григорія Савича пов'язано чимало маєтків України, зокрема поміщика Степана Томари у с. Каврай, генерал-майора Михайла Івановича Ковалинського в с. Пан-Іванівка (нині с. Сковородинівка), поміщика Розальйон-Сошальского в селі Гусинка і селищі Великий Бурлук, дворянина Петра Андрійовича Щербиніни у с. Бабаї. У 1754—1759 рр. Григорій Савич жив і працював учителем у Ковраях. Його учнем був Томара Василь Степанович (1740—1813). Тут він написав твори, що увійшли до збірки «Сад божественных пісень». Починаючи з 1770-х років Сковорода переслідувався світською і духівною владою, тому вів життя мандрівного філософа. У 1774 р. жив у Бабаях. Тут він написав свої «Байки харьковские». У 1785—1790 рр. мешкав у Великому Бурлуці, Гусинці. Останні роки життя Григорій Савич провів у Пан-Іванівці. Нині тут діє літературно-меморіальний музей Г. С. Сковороди, який з 2008 р. має статус національного. Від маєтку Ковалинських збереглась криниця, могила філософа, фруктовий сад, парк з липовими алеями.

### Т
Окремий епізод із життя Тичини Павла Григоровича пов'язаний із маєтком «Харакс» (в перекладі «Стовб», «кілок», «огороджене місце») заснованого у другій половині 19 ст. Софією Сергіївною Мещерською (1775—1848). Після націоналізації у 1922 р. маєток був пристосований під санаторій «Харакс» для партійних діячів. Без сумніву в 1937 р. тут відпочивав Павло Григорович. Таким чином виник вірш «В Хараксі».Нині в старому парку розташовані нові корпуси санаторію «Дніпро».

### У
Досить значна частина життя і творчості Уткіна Петра Савича пов'язана із маєтком «Новий Кучук-Кої» (в перекладі «маленьке село»). Його власником був Яків Євгенович Жуковский (бл. 1857 — бл. 1930). Тут художник жив і працював з 1909 по 1919 роки. Ним написані десятки акварелей та картин, що зображали майже всі куточки маєтку. Відома картина: «Вид маєтку Новий Кучук-Кої». У радянський період маєток був пристосований під пансіонат «Криворізький Горняк» (с. Паркове). Нині тут пансіонат «Жуківка». Зберігся будинок Жуковського і будинок садівника. У парку є окремі старі дерева і кипарисова алея.

### Ч
Знайомство із маєтком «Суук-су» (від кримсько-татарского «холодна вода») Чернявського Миколи Федоровича пов'язане з радянським періодом, коли його націоналізували і пристосували під будинок відпочинку з назвою «Общество старых большевиков». Припускається, що поет відпочивав тут. Так з'явився вірш:
Підходь і пий холодну воду
І з нею гір далеких вроду
І моря синього красу.
Якщо стомився, – відпочинь,
І буде камінь цей за крісло,
А скеля, що вад ним нависла,
Подасть тобі холодну тінь.
Так пий же сміло суук-су.
Вмочи персти в холодну воду
Й тому, хто дав цю дивну вроду,
Втім, Миколі Федоровичу пощастило, оскільки свої враження він отримав спостерігаючи ще старий маєток заснований княжною Ганною Петрівною Гагариною, а далі родиною Володимира Ілліча Березіна. У 1942 р. старий палац згорів. Після Другої світової війни його відновили, але це вже був «Палац піонерів», де відкрили Музей історії табору «Артек» і авіаційно-космічну виставку.